# Bill Legend
Bill Legend (né le 8 mai 1944 à Barking, dans l'Essex) est un batteur britannique qui a joué avec le groupe T. Rex. Bill Legend, de son vrai nom William Fifield, a été le batteur du groupe entre 1970 et 1973, apparaissant sur les albums Electric Warrior, The Slider, Tanx, Zinc Alloy and the Hidden Riders of Tomorrow et Bolan's Zip Gun. Son nom de scène lui a été trouvé par le chanteur du groupe, Marc Bolan, « Legend » est en fait le nom du précédent groupe du batteur. 
L'un de trois enfants, Legend a travaillé comme artiste commercial après avoir quitté l'école, tout en jouant de la batterie dans divers groupes. Il jouait sous son vrai nom pour un groupe appelé "Legend" dirigé par Mickey Jupp, lorsque Marc Bolan l'homme derrière le nouveau succès de T. Rex, l'a repéré et a demandé au producteur Tony Visconti de l'approcher.

## Biographie
Legend a accepté de rejoindre T. Rex, achetant immédiatement les d'albums du groupe alors qu'ils s'appelaient encore Tyrannosaurus Rex pour se familiariser avec les travaux précédents de Bolan. À l'époque, T.Rex avait apprécié son premier single à succès avec Ride a White Swan". Bolan et son percussionniste Mickey Finn avaient déjà recruté un bassiste en Steve Currie, mais avaient encore besoin d'un batteur pour compléter la section rythmique de leur nouvelle formation électrique. Lors de la première session avec le batteur, il a joué sur Hot Love et la face B Woodland Rock. Cependant, T. Rex est resté en tant que groupe de trois musiciens pendant une courte période, forçant Finn à mimer la batterie durant leur apparition à l'émission télévisée Top of the Pops lorsque Hot Love était n° 1.
Le groupe a eu quatre singles n° 1 au Royaume-Uni et quatre singles n° 2 au Royaume-Uni sur une période de trois ans, après quoi il a commencé à se désintégrer à mesure que les succès se tarissaient. Legend est revenu à la batterie de session par la suite. Il est le seul membre survivant de la période 1970-1973 du groupe T. Rex. Bolan (en 1977) et Currie (en 1981) sont tous deux décédés dans des accidents de voiture, et Finn a succombé à la maladie en 2003.
Malgré la signature d'une pétition contre la formation en 1997 du T-Rex de Mickey Finn, Legend aurait son propre groupe hommage appelé XT. Rex, qui en 2014 devait produire son propre album. Il a sept enfants et vit aujourd'hui à Chelmsford où il se consacre à la musique chrétienne.

## Discographie
- 1971 : Electric Warrior
- 1972 : The Slider
- 1973 : Tanx
- 1974 : Zinc Alloy and the Hidden Riders of Tomorrow
- 1975 : Bolan's Zip Gun